# Lista odcinków serialu Nikita (2010)
Poniżej znajduje się lista odcinków serialu telewizyjnego Nikita (serial telewizyjny 2010) – emitowanego przez amerykańską stację telewizyjną  The CW od 9 września 2010 roku. W Polsce jest emitowany na AXN oraz AXN Spin
| Sezon | Sezon | Odcinki | Oryginalna emisja    | Oryginalna emisja |
| Sezon | Sezon | Odcinki | Premiera sezonu      | Finał sezonu      |
| ----- | ----- | ------- | -------------------- | ----------------- |
|       | 1     | 22      | 9 września 2010      | 12 maja 2011      |
|       | 2     | 23      | 23 września 2011     | 18 maja 2012      |
|       | 3     | 22      | 19 października 2012 | 17 maja 2013      |
|       | 4     | 6       | 22 listopada 2013    | 27 grudnia 2014   |

## Sezon 1 (2010-2011)
| #  | Tytuł              | Reżyseria         | Scenariusz                         | Premiera             |
| -- | ------------------ | ----------------- | ---------------------------------- | -------------------- |
| 1  | Pilot              | Danny Cannon      | Craig Silverstein                  | 9 września 2010      |
| 2  | "2.0"              | Danny Cannon      | David Levinson & Craig Silverstein | 16 września 2010     |
| 3  | "Kill Jill"        | David Solomon     | Amanda Segel                       | 23 września 2010     |
| 4  | Rough Trade        | Nick Copus        | Carlos Coto                        | 30 września 2010     |
| 5  | The Guardian       | David Solomon     | Albert Kim                         | 7 października 2010  |
| 6  | Resistance         | Guy Ferland       | Kalinda Vasquez                    | 21 października 2010 |
| 7  | The Recruit        | Eagle Egilsson    | Amanda Segel                       | 28 października 2010 |
| 8  | Phoenix            | David M. Barrett  | Jim Barnes                         | 4 listopada 2010     |
| 9  | One Way            | Ken Fink          | Albert Kim                         | 11 listopada 2010    |
| 10 | Dark Matter        | Danny Cannon      | Carlos Coto                        | 2 grudnia2010        |
| 11 | All the Way        | Terrence O'Hara   | Craig Silverstein                  | 9 grudnia2010        |
| 12 | Free               | Jonathan Glassner | Kalinda Vasquez                    | 27 stycznia2011      |
| 13 | Coup de Grace      | Nathan Hope       | Albert Kim                         | 3 lutego 2011        |
| 14 | The Next Seduction | David Solomon     | Carlos Coto                        | 10 lutego 2011       |
| 15 | Alexandra          | Ken Fink          | Andrew Colville                    | 17 lutego 2011       |
| 16 | Echoes             | Nick Copus        | Kristen Reidel                     | 24 lutego 2011       |
| 17 | Covenants          | Eagle Egilsson    | Jim Barnes                         | 7 kwietnia 2011      |
| 18 | Into the Dark      | Jeffrey Hunt      | Albert Kim                         | 14 kwietnia 2011     |
| 19 | Girl's Best Friend | Robert Lieberman  | Carlos Coto                        | 21 kwietnia 2011     |
| 20 | Glass Houses       | Ralph Hemecker    | Kalinda Vasquez                    | 28 kwietnia 2011     |
| 21 | Betrayals          | Eagle Egilsson    | Andrew Colville                    | 5 maja2011           |
| 22 | Pandora            | Ken Fink          | Craig Silverstein                  | 12 maja 2011         |

## Sezon 2 (2011-2012)
| #  | Tytuł           | Reżyseria         | Scenariusz              | Premiera             |
| -- | --------------- | ----------------- | ----------------------- | -------------------- |
| 1  | Game Change     | Danny Cannon      | Craig Silverstein       | 23 września 2011     |
| 2  | Falling Ash     | Eagle Egilsson    | Kalinda Vasquez         | 30 września 2011     |
| 3  | Knightfall      | Ken Fink          | Carlos Coto             | 7 października 2011  |
| 4  | Partners        | Dermott Downs     | Kristen Reidel          | 14 października 2011 |
| 5  | Looking Glass   | Ken Girotti       | Albert Kim              | 21 października 2011 |
| 6  | "43 Walnut Lane | Nick Copus        | Andrew Colville         | 28 października 2011 |
| 7  | Clawback        | Eagle Egilsson    | Michael Brandon Guercio | 4 listopada 2011     |
| 8  | London Calling  | Jeffrey Hunt      | Kalinda Vasquez         | 11 listopada 2011    |
| 9  | Fair Trade      | Nick Copus        | Carlos Coto             | 18 listopada 2011    |
| 10 | Guardians       | Dwight Little     | Albert Kim              | 2 grudnia2011        |
| 11 | Pale Fire       | Deran Sarafian    | Kristen Reidel          | 6 stycznia 2012      |
| 12 | Sanctuary       | Steven A. Adelson | Andrew Colville         | 13 stycznia 2012     |
| 13 | Clean Sweep     | Brad Turner       | Kalinda Vasquez         | 3 lutego 2012        |
| 14 | Rogue           | Marc David Alpert | Carlos Coto             | 10 lutego 2012       |
| 15 | Origins         | Michael Robison   | Albert Kim              | 17 lutego 2012       |
| 16 | Doublecross     | Eagle Egilsson    | Kristen Reidel          | 16 marca 2012        |
| 17 | Arising         | Karen Gaviola     | Andrew Colville         | 23 marca 2012        |
| 18 | Power           | Chris Peppe       | Carlos Coto             | 30 marca 2012        |
| 19 | Wrath           | Jeffrey Hunt      | Albert Kim              | 20 kwietnia 2012     |
| 20 | Shadow Walker   | Nick Copus        | Kristen Reidel          | 27 kwietnia 2012     |
| 21 | Dead Drop       | Michael Robison   | Kalinda Vasquez         | 4 maja 2012          |
| 22 | Crossbow        | Danny Cannon      | Andrew Colville         | 11 maja 2012         |
| 23 | Homecoming      | Eagle Egillson    | Carlos Coto             | 18 maja 2012         |

## Sezon 3 (2012-2013)
| #  | Tytuł                   | Reżyseria         | Scenariusz                    | Premiera             |
| -- | ----------------------- | ----------------- | ----------------------------- | -------------------- |
| 1  | 3.0                     | Eagle Egilsson    | Craig Silverstein             | 19 października 2012 |
| 2  | Innocence               | David Grossman    | Mary Trahan                   | 26 października 2012 |
| 3  | True Believer           | Danny Cannon      | Carlos Coto                   | 2 listopada 2012     |
| 4  | Consequences            | Nick Copus        | Kristen Reidel                | 9 listopada 2012     |
| 5  | The Sword's Edge        | Kenneth Fink      | Albert Kim                    | 30 listopada 2012    |
| 6  | Sideswipe               | Joshua Butler     | Terry Matalas, Travis Fickett | 7 grudnia 2012       |
| 7  | Intersection            | Dwight Little     | Michael Brandon Guercio       | 18 stycznia 2013     |
| 8  | Aftermath               | Brad Turner       | Carlos Coto                   | 25 stycznia 2013     |
| 9  | Survival Instincts      | John Showalter    | Albert Kim                    | 1 lutego 2013        |
| 10 | "Brave New World"       | Marc David Alpert | Kristen Reidel                | 8 lutego 2013        |
| 11 | "Black Badge"           | David Grossman    | Mary Trahan                   | 22 lutego 2013       |
| 12 | "With Fire"             | Eagle Egilsson    | Carlos Coto                   | 1 marca 2013         |
| 13 | "Reunion"               | Jon Cassar        | Terry Matalas, Travis Fickett | 8 marca 2013         |
| 14 | "The Life We've Chosen" | Brad Turner       | Albert Kim                    | 15 marca 2013        |
| 15 | "Inevitability"         | Mark C. Baldwin   | Kristen Reidel                | 22 marca 2013        |
| 16 | "Tipping Point"         | Dwight Little     | Oliver Grigsby                | 5 kwietnia 2013      |
| 17 | "Masks"                 | Chris Peppe       | Kamran Pasha                  | 12 kwietnia 2013     |
| 18 | "Broken Home"           | John Badham       | Terry Matalas, Travis Fickett | 19 kwietnia 2013     |
| 19 | "Self-Destruct"         | Nick Copus        | Kristen Reidel                | 26 kwietnia 2013     |
| 20 | "High-Value Target"     | Dan Sackheim      | Michael Brandon Guercio       | 3 maja 2013          |
| 21 | "Invisible Hand"        | Dwight Little     | Carlos Coto                   | 10 maja 2013         |
| 22 | "Til Death Do Us Part"  | Eagle Egilsson    | Albert Kim                    | 17 maja 2013         |

## Sezon 4 (2013)
| # | Tytuł         | Reżyseria         | Scenariusz                     | Premiera          |
| - | ------------- | ----------------- | ------------------------------ | ----------------- |
| 1 | Wanted        | Eagle Egilsson    | Kristen Reidel                 | 22 listopada 2013 |
| 2 | Dead or Alive | John Badham       | Albert Kim                     | 29 listopada 2013 |
| 3 | Set-Up        | Marc David Alpert | Carlos Coto                    | 6 grudnia 2013    |
| 4 | Pay-Off       | Dwight H. Little  | Terry Matalas & Travis Fickett | 13 grudnia 2013   |
| 5 | Bubble        | Nick Copus        | Oliver Grigsby                 | 20 grudnia 2013   |
| 6 | Canceled      | Eagle Egilsson    | Albert Kim & Carlos Coto       | 27 grudnia 2013   |